# زارا رذرفورد
زارا رذرفورد (مواليد 5 يوليو 2002) هي طيار بلجيكية- بريطانية. في سن 19، أصبحت أصغر طيار تطير بمفردها حول العالم بعد رحلة استغرقت خمسة أشهر بدأتها من كورتريك، بلجيكا في 18 أغسطس 2021، وانتهت في 20 يناير 2022. رذرفورد هي أيضًا أول شخص يكمل الرحلة على متن طائرة خفيفة الوزن.